# Antaifasy
Antaifasy ili Antefasy, jedan od 18 naroda Madagaskara, ima 140 000pripadnika (1.2% stanovnika države) koji žive na jugoistočnoj obali otoka u današnjoj Regiji Atsimo-Atsinanani oko grada Farafangane. Njihovo ime na malgaškom znači ljudi s pijeska, što zorno opisuje kraj u kojem žive, obalu Indijskog oceana. Antaifasy kao i većinski Merine govore malgaškim makrojezikom, ali svojim dijalektom. Pretežno ispovijedaju animizam, kršćanstvo i islam.

## Povijest
Antaifasy su vrlo mala etnička skupina koja najvjerojatnije vodi podrijetlo od afričkih iseljenika koji su na Madagaskar doplovili u 15. stoljeću. Njih su malgaški starosjedioci zvali ljudima s mora, Antalaotra. Tijekom vremena ta se isprva monolitna zajednica izmiješala s drugim etničkim skupinama i dobila različita obilježja. Možda su kao i Antaisake došli na jug sa zapadne obale, bježeći od progona okolnih plemena.

## Geografska rasprostranjenost
Antaifasy žive na jugoistočnoj obali Madagaskara oko grada Farafangane na kraju kanala Pangalanes, pored malgaških naroda Antemoro, Bara, Antanosy i Zafisoro.

## Običaji
Antaifasy imaju vrlo stroge plemenske zakone kojih se čvrsto drže. Svoje mrtve pokapaju u dubini šuma na tajnom mjestu. 

## Vanjske poveznice
- Antefasy na portalu Ikuska